# باراني عجم
باراني عجم هي قرية في مقاطعة نقدة، إيران. يقدر عدد سكانها بـ 263 نسمة بحسب إحصاء 2016.